# Veringkanal
El Veringkanal és un antic canal navegable industrial a Wilhelmsburg a l'estat federal alemany d'Hamburg. Connecta el Reiherstieg al Reiherstiegwettern.
Vers 1890, l'empresari Hermann Vering va comprar unes 250 hectàrees de prats molls a Wilhelmsburg. Va alçar el nivell de tres metres i desenvolupar la parcel·la per a fàbriques i cases. El canal i el carrer central de la urbanització van prendre el seu nom. El canal va perdre el seu paper pel transport industrial.
Certes fàbriques van quedar-s'hi, tot i utilitzar la via terrestre per al transport. Altres edificis industrials van trobar un paper nou, com l'antiga fàbrica de margarina que acull un centre cultural, un taller d'història local, una escola artística i un cafè anomenat Honigfabrik o fàbrica de mel. Un magatzem abandonat va esdevenir famós en esdevenir el decorat principal de la pel·lícula Soul Kitchen (2009). També va crear-se un sender des de l'Honigfabrik fins a l'antiga resclosa catalogada. La resclosa entre el canal interior i el canal exterior va ser catalogada i restaurada el 2007. Només serveix per a la navegació de plaer i per als vaixells habitatge.
En esdevenir obsoleta, la resclosa amb portes de fusta no va oferir la protecció necessària contra les marejades cada vegada més fortes per al canvi climàtic i s'ha construït una resclosa antimarejada a la seva desembocadura al Reiherstieg. El sperrwerk només es tanca quan hi ha un risc de maror ciclònica forta.

## Llocs d'interès
- El centre cultural del Honigfabrik (fàbrica de mel)
- El sender per a passejants i ciclistes tot al llarg del canal
- La torre d'aigua Groß Sand
- La resclosa catalogada i restaurada

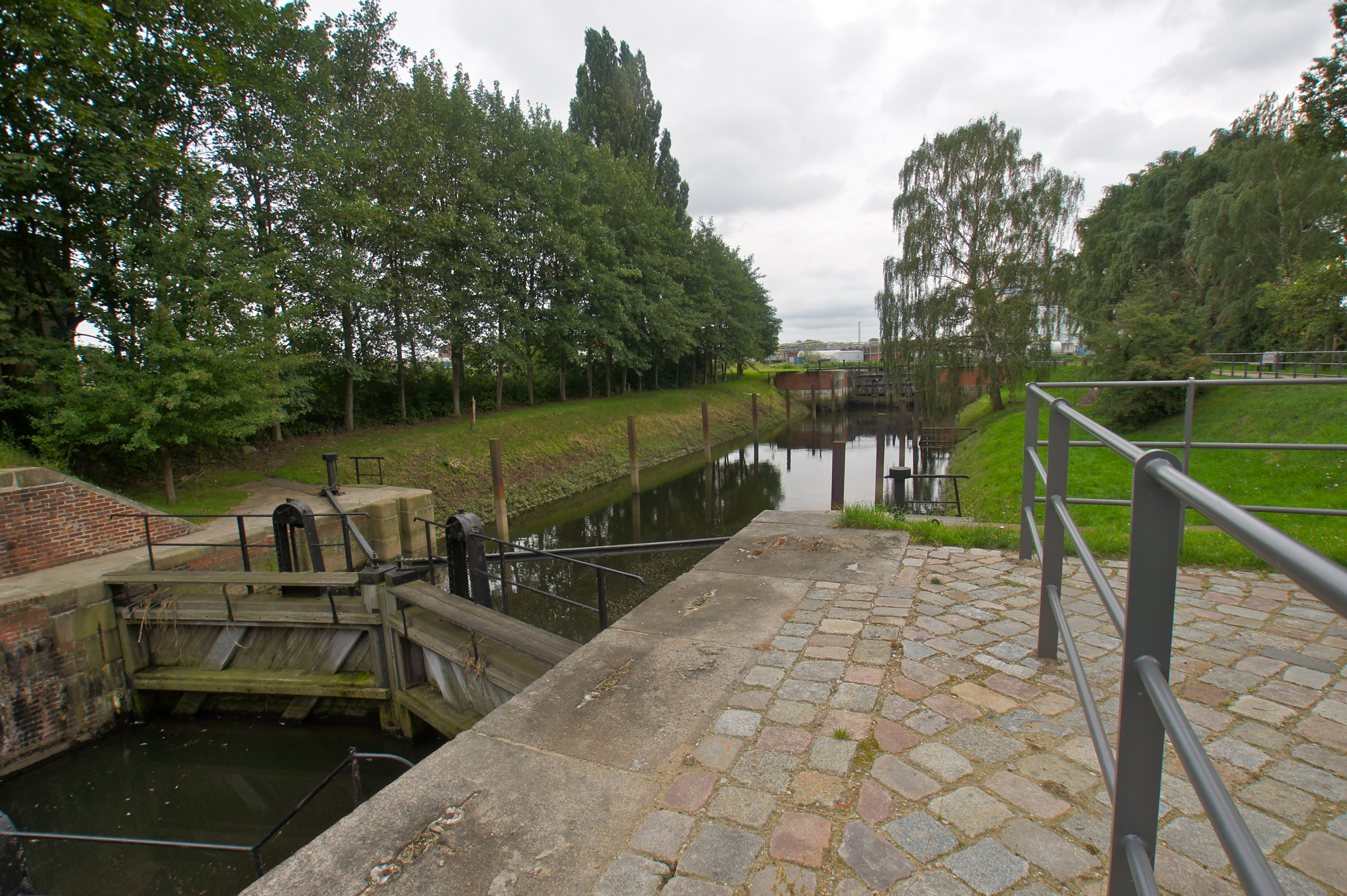
La resclosa catalogada
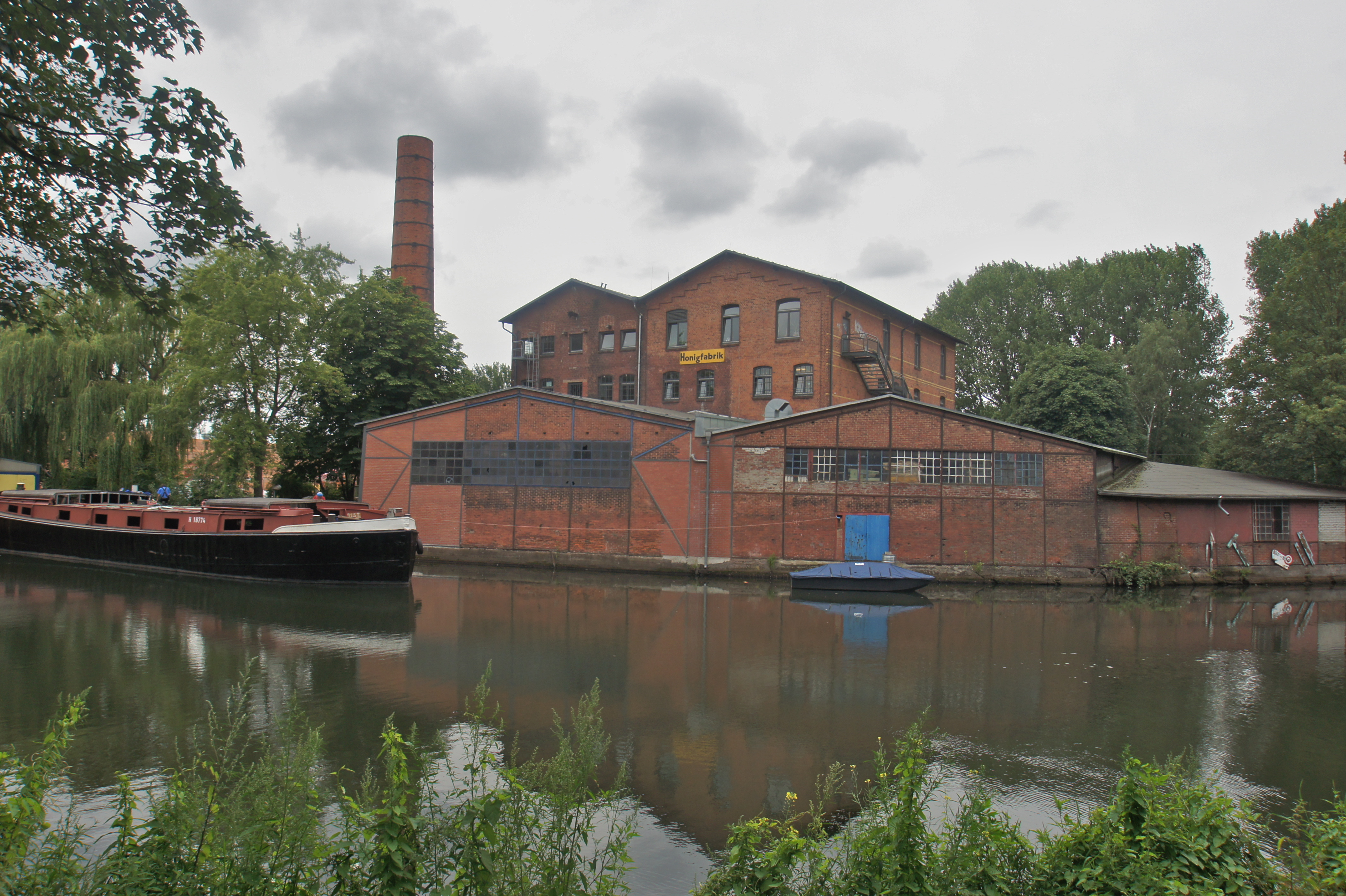
L'Honigfabrik vist des del canal
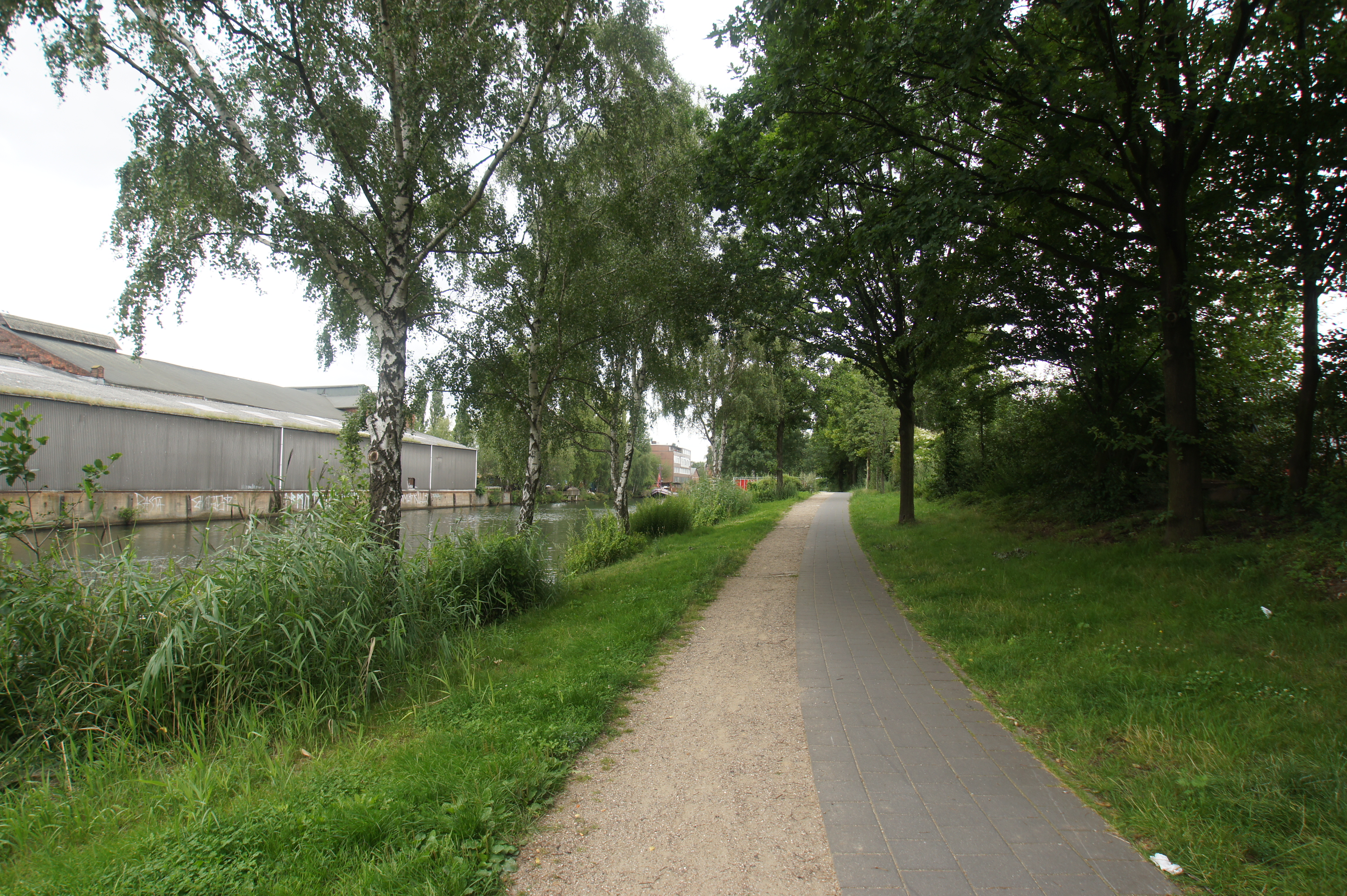
El sender
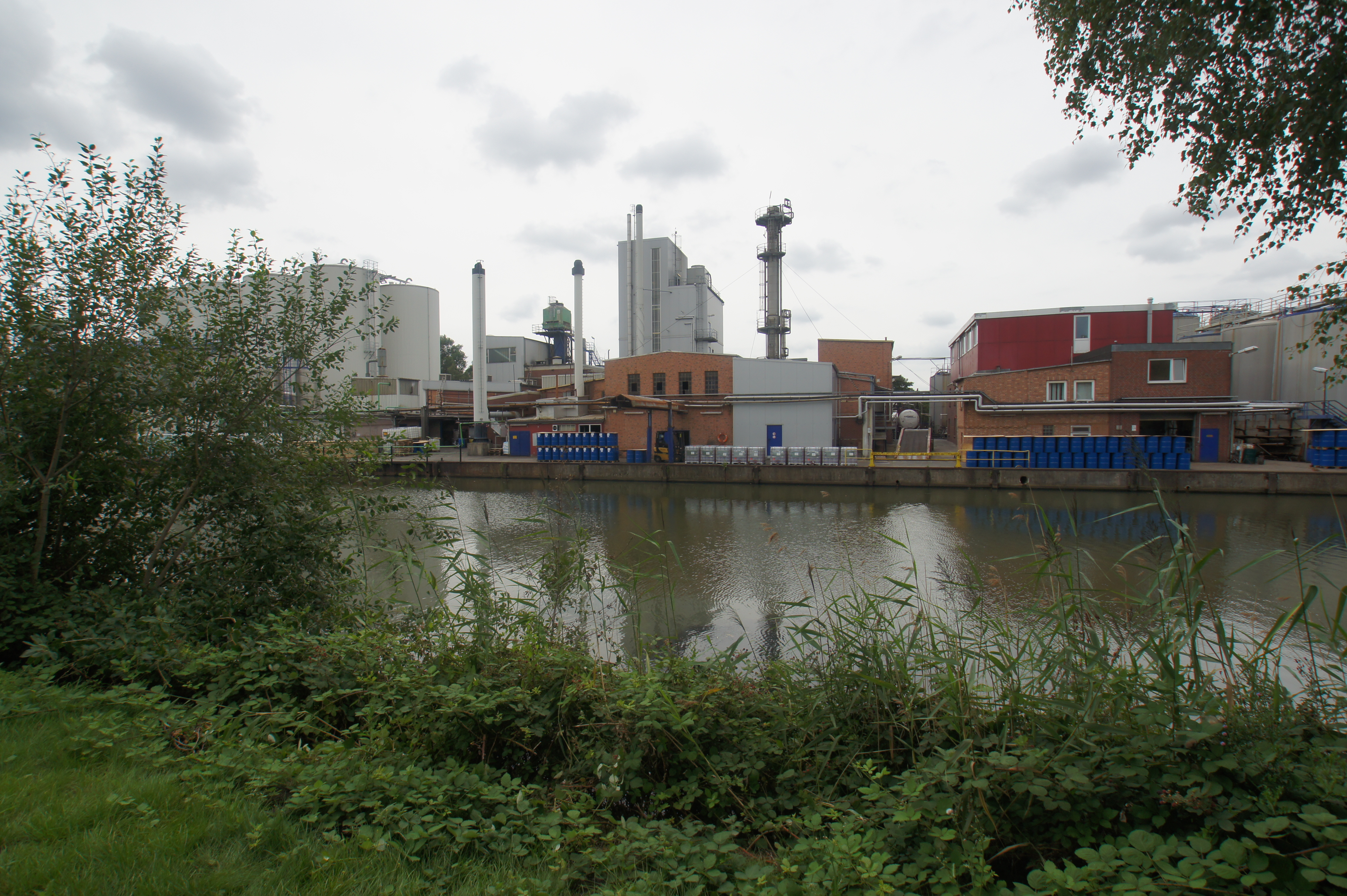
Fàbrica del Nordische Oelwerke
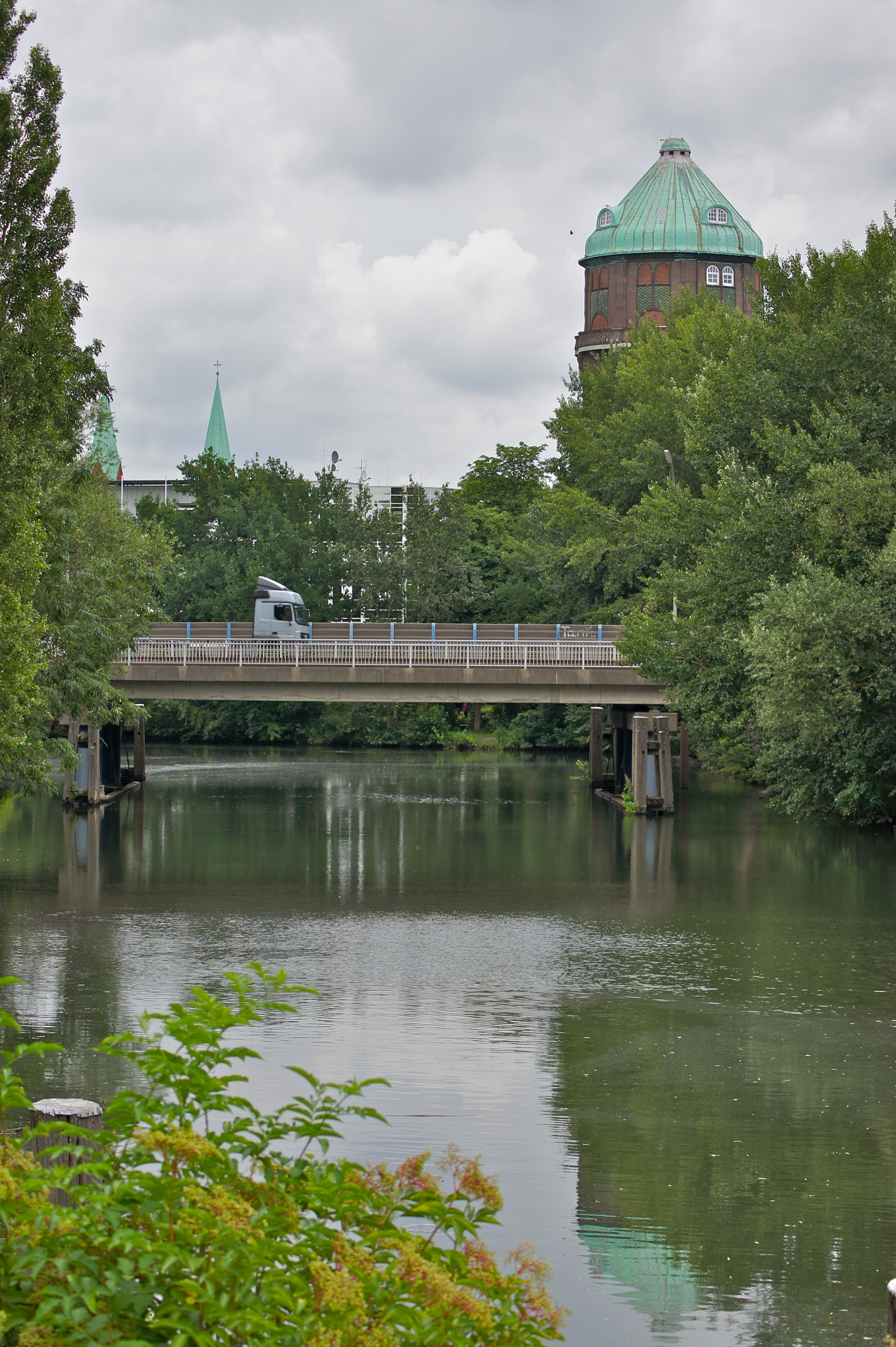
La torre d'aigua
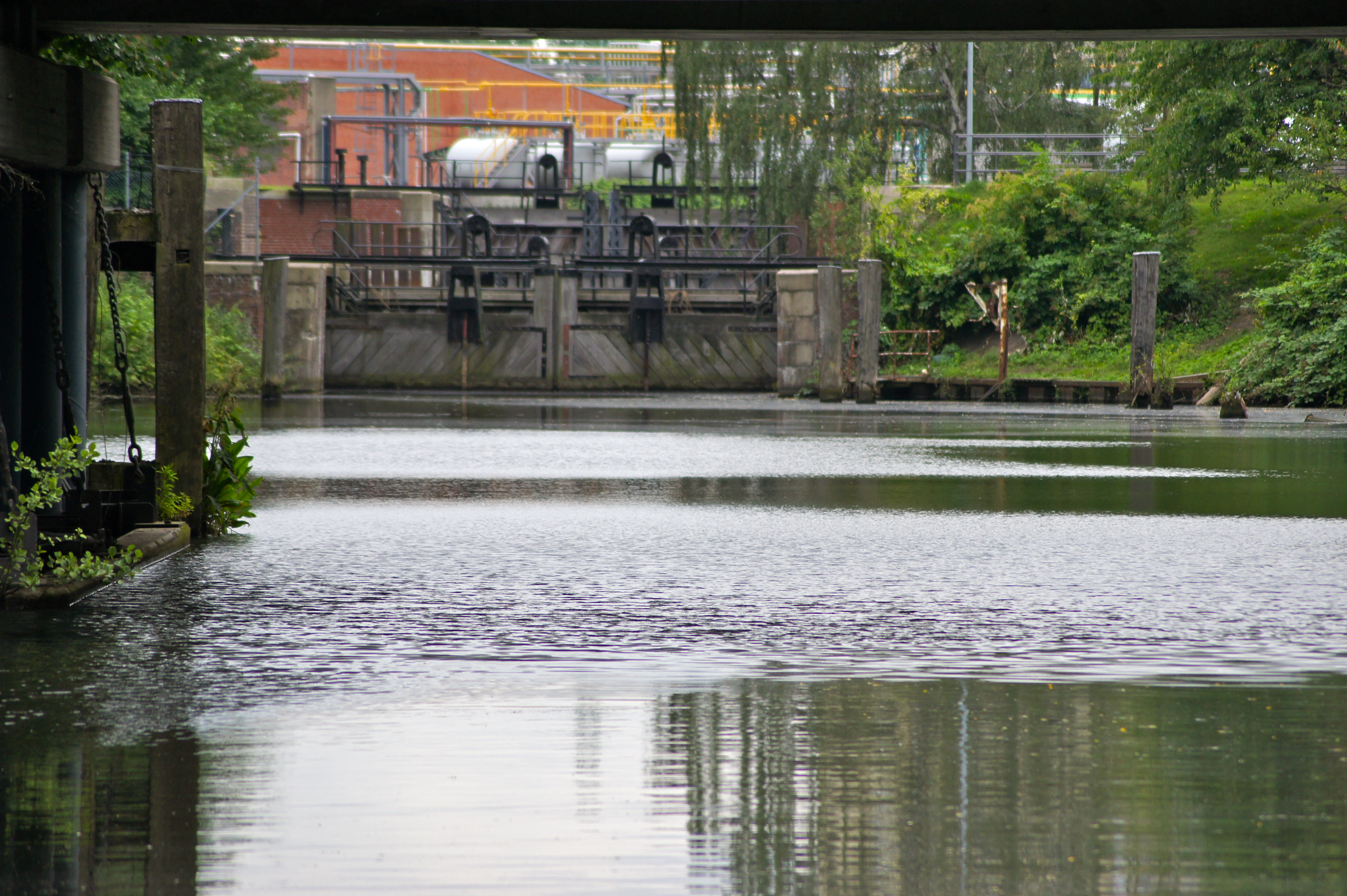
La resclosa vist de lluny